# La Vie privée d'un sénateur
Pour plus de détails, voir Fiche technique et Distribution.
La Vie privée d'un sénateur (The Seduction of Joe Tynan) est un film américain de Jerry Schatzberg sorti en 1979.

## Synopsis
Le sénateur Joe Tynan va voir sa vie bouleversée : il entreprend de se battre contre la nomination d'un président raciste à la tête de la Cour suprême ; marié et père de famille, il tombe amoureux d'une avocate, Karen Traynor.

## Fiche technique
- Titre : La Vie privée d'un sénateur
- Titre original : The Seduction of Joe Tynan
- Réalisation : Jerry Schatzberg
- Scénario : Alan Alda
- Musique : Bill Conti
- Directeur de la photographie : Adam Holender
- Producteur : Martin Bregman
- Producteur exécutif : Louis A. Stroller
- Genre : comédie dramatique
- Distribution : Universal Pictures (USA), CIC (France)
- Durée : 107 minutes
- Dates de sortie en salles : 
  - États-Unis : 17 août 1979
  - France : 22 septembre 1979

## Distribution
- Alan Alda : Joe Tynan
- Barbara Harris : Ellie Tynan
- Meryl Streep (VF : Diane Valsonne) : Karen Traynor
- Rip Torn : le sénateur Kittner
- Melvyn Douglas : le sénateur Birney
- Charles Kimbrough : Francis
- Carrie Nye : Aldena Kittner
- Michael Higgins : le sénateur Pardew
- Blanche Baker : Janet
- Adam Ross : Paul Tynan

## Autour du film
- Alan Alda, connu grâce à la série télévisée M*A*S*H, écrivit ici son premier scénario pour le cinéma.